# Чемпионат России по лёгкой атлетике 2009
Чемпионат России по лёгкой атлетике 2009 года проводился 23—26 июля в Чебоксарах на Центральном стадионе «Олимпийский». Соревнования являлись отборочными в сборную России на чемпионат мира по лёгкой атлетике, прошедший 15—23 августа в Берлине, столице Германии. В чемпионате приняли участие 862 спортсмена (493 мужчины и 369 женщин) из 63 регионов России. На протяжении 4 дней было разыграно 40 комплектов медалей.
Соревнования были отмечены целым рядом высоких результатов. В мужском прыжке в высоту победителем с лучшим результатом сезона в мире стал Иван Ухов, лишь по попыткам проиграл ему Ярослав Рыбаков. Оба взяли 2,35 м. Первая тройка прыгнула выше 2,30 м.
Отличные результаты продемонстрировали метатели-мужчины. В толкании ядра все три призёра отправили снаряд дальше 20-метровой отметки, а чемпионом России с личным рекордом стал Максим Сидоров — 20,92 м. В секторе для метания диска за явным преимуществом победу одержал Богдан Пищальников, опередивший серебряного призёра более чем на 5 метров. Он мог выиграть с любой из своих шести попыток, каждая из которых была за 63 метра. Гроссмейстерский рубеж в 80 метров покорился в соревнованиях метателей молота Алексею Загорному, а среди копьеметателей сильнейшим в острой борьбе стал многоопытный Сергей Макаров — 84,24 м, ещё 3 спортсмена метнули снаряд за 80 метров.
Женщины порадовали результатами мирового класса. Олимпийская чемпионка 2008 года в эстафете 4×100 м Евгения Полякова стала чемпионкой России на дистанции 100 метров. В забеге и в полуфинале она выбежала из 11,20 (оба раза — 11,16), чего в последующие 5 лет не удастся больше сделать ни одной российской спортсменке.
В полуфинале бега на 400 метров Антонина Кривошапка впервые в карьере выбежала из 50 секунд и установила рекорд России среди молодёжи — 49,29, проиграв всего 0,18 секунды рекорду России среди взрослых. С данным результатом спортсменка заняла второе место в мировом топ-листе сезона.
Аналогичное место в мировом рейтинге занял и победный результат Олимпийской чемпионки 2004 года в метании диска Натальи Садовой, показавшей результат 65,40 м.
Мария Коновалова на дистанции 5000 метров превзошла 15-минутный рубеж, а на 10 000 метров пришла второй за Лилией Шобуховой, которая, несмотря на сильный дождь, всего около 6 секунд уступила рекорду России.
Своё первое звание летней чемпионки России в стипль-чезе завоевала Юлия Заруднева, пробежав в одиночестве с первых до последних метров дистанции.
Лидером мирового сезона стала победительница соревнований в тройном прыжке Надежда Алёхина, в третьей попытке с допустимой скоростью попутного ветра улетевшая на 15,14 м, что стало её личным рекордом. Личное достижение побила и победительница в толкании ядра Анна Авдеева, впервые в карьере преодолевшая рубеж в 20 метров.
В сентябре 2009 года стало известно, что рекордсменка мира на дистанции 400 метров с барьерами у женщин Юлия Печёнкина завершает свою спортивную карьеру из-за многочисленных травм и хронического гайморита. Чемпионат России — 2009 стал завершающей точкой в долгой и успешной карьере спортсменки.
На протяжении 2009 года в различных городах были проведены также чемпионаты России в отдельных дисциплинах лёгкой атлетики:
- 18—20 февраля — зимний чемпионат России по длинным метаниям (Адлер)
- 28 февраля—1 марта — зимний чемпионат России по спортивной ходьбе (Адлер)
- 28 марта — чемпионат России по горному бегу (вверх) (Железноводск)
- 19 апреля — чемпионат России по бегу на 100 км (Пущино)
- 25 апреля — чемпионат России по кроссу (весна) (Жуковский)
- 2 мая — чемпионат России по марафону (Саранск)
- 16 мая — чемпионат России по горному бегу (вверх-вниз) (Токсово)
- 23—24 мая — чемпионат России по суточному бегу (Москва)
- 28—31 мая — чемпионат России по многоборьям (Сочи)
- 13—14 июня — чемпионат России по спортивной ходьбе (Чебоксары)
- 5 сентября — чемпионат России по полумарафону (Чебоксары)
- 11—13 сентября — чемпионат России по эстафетному бегу (Сочи)
- 3—4 октября — чемпионат России по кроссу (осень) (Оренбург)
- 25 октября — чемпионат России по горному бегу (длинная дистанция) (Красная Поляна)

## Медалисты

### Мужчины
| Дисциплина                         | Золото                                                                                      | Золото             | Серебро                                                                                     | Серебро            | Бронза                                                                                     | Бронза            |
| ---------------------------------- | ------------------------------------------------------------------------------------------- | ------------------ | ------------------------------------------------------------------------------------------- | ------------------ | ------------------------------------------------------------------------------------------ | ----------------- |
| 100 м (ветер: 0,0 м/с)             | Константин Петряшов Вологодская область                                                     | 10,41              | Михаил Идрисов Иркутская область                                                            | 10,46              | Андрей Епишин Москва Московская область                                                    | 10,52             |
| 200 м (ветер: −0,8 м/с)            | Иван Теплых Свердловская область                                                            | 20,80              | Роман Смирнов Москва                                                                        | 20,97              | Константин Петряшов Вологодская область                                                    | 21,01             |
| 400 м                              | Максим Дылдин Пермский край                                                                 | 45,80              | Константин Свечкарь Алтайский край                                                          | 46,20              | Валентин Кругляков Самарская область                                                       | 46,48             |
| 800 м                              | Юрий Борзаковский Московская область Мордовия                                               | 1.46,60            | Юрий Колдин Москва Рязанская область                                                        | 1.47,25            | Дмитрий Богданов Московская область Санкт-Петербург                                        | 1.48,00           |
| 1500 м                             | Иван Тухтачёв Иркутская область                                                             | 3.43,43            | Андрей Осипов Москва Орловская область                                                      | 3.43,48            | Валентин Смирнов Санкт-Петербург                                                           | 3.43,59           |
| 5000 м                             | Александр Орлов Москва                                                                      | 13.36,80           | Сергей Саяпин Москва Хабаровский край                                                       | 13.45,60           | Степан Киселёв Чувашия                                                                     | 13.45,88          |
| 10 000 м                           | Евгений Рыбаков Кемеровская область                                                         | 28.19,13           | Анатолий Рыбаков Кемеровская область                                                        | 28.19,39           | Степан Киселёв Чувашия                                                                     | 28.38,96          |
| 3000 м с препятствиями             | Ильдар Миншин Москва Калужская область                                                      | 8.28,61            | Андрей Фарносов Москва Московская область                                                   | 8.30,48            | Пётр Иваненко Москва Саратовская область                                                   | 8.35,66           |
| 110 м с барьерами (ветер: 0,0 м/с) | Евгений Борисов Московская область                                                          | 13,60              | Константин Шабанов Москва Псковская область                                                 | 13,66              | Игорь Перемота Челябинская область                                                         | 13,75             |
| 400 м с барьерами                  | Александр Деревягин Кемеровская область                                                     | 49,87              | Владимир Антманис Москва Оренбургская область                                               | 50,15              | Михаил Липский Свердловская область                                                        | 50,40             |
| Прыжок в высоту                    | Иван Ухов Москва                                                                            | 2,35 м             | Ярослав Рыбаков Москва                                                                      | 2,35 м             | Андрей Терёшин Москва Ивановская область                                                   | 2,33 м            |
| Прыжок с шестом                    | Виктор Чистяков Москва                                                                      | 5,70 м             | Александр Грипич Краснодарский край                                                         | 5,70 м             | Игорь Павлов Москва Орловская область                                                      | 5,70 м            |
| Прыжок в длину                     | Виталий Шкурлатов Пензенская область Волгоградская область                                  | 7,92 м (0,0 м/с)   | Сергей Михайловский Татарстан                                                               | 7,89 м (0,0 м/с)   | Александр Петров Брянская область Новосибирская область                                    | 7,81 м (0,0 м/с)  |
| Тройной прыжок                     | Игорь Спасовходский Москва                                                                  | 17,22 м (+0,4 м/с) | Тарас Моисеенко Самарская область                                                           | 16,99 м (+1,0 м/с) | Евгений Плотнир Москва                                                                     | 16,97 м (0,0 м/с) |
| Толкание ядра                      | Максим Сидоров Московская область                                                           | 20,92 м            | Павел Софьин Московская область Москва                                                      | 20,59 м            | Антон Любославский Иркутская область Новосибирская область                                 | 20,20 м           |
| Метание диска                      | Богдан Пищальников Мордовия Тверская область                                                | 65,13 м            | Александр Боричевский Москва Санкт-Петербург                                                | 59,92 м            | Николай Седюк Нижегородская область                                                        | 59,56 м           |
| Метание молота                     | Алексей Загорный Москва Ярославская область                                                 | 80,00 м            | Игорь Виниченко Московская область                                                          | 77,69 м            | Дмитрий Великопольский Москва Смоленская область                                           | 73,14 м [a]       |
| Метание копья                      | Сергей Макаров Московская область                                                           | 84,24 м            | Илья Коротков Нижегородская область Новосибирская область                                   | 83,24 м            | Александр Иванов Москва Санкт-Петербург                                                    | 82,40 м           |
| Эстафета 4×100 м                   | Краснодарский край · Антон Абрамкин · Алексей Пушкарёв · Александр Белов · Александр Волков | 40,50              | Омская область · Виталий Тиссен · Валентин Нарежный · Вячеслав Михайлов · Сергей Жмакин     | 40,81              | Карелия · Дмитрий Кирилюк · Роман Новожилов · Александр Ферштат · Павел Яковлев            | 40,97             |
| Эстафета 4×400 м                   | Санкт-Петербург · Максим Александренко · Юрий Трамбовецкий · Сергей Петухов · Антон Кокорин | 3.07,34            | Свердловская область · Илья Охремов · Павел Тренихин · Алексей Аксёнов · Павел Мирошниченко | 3.07,46            | Московская область · Сергей Суслин · Евгений Шармин · Александр Мишанин · Дмитрий Богданов | 3.08,28           |

a  19 октября 2009 года информагентства сообщили о дисквалификации на 2 года метателя молота Алексея Королёва в связи с положительной допинг-пробой, взятой у него на чемпионате России по лёгкой атлетике 26 июля 2009 г. В организме спортсмена было обнаружено запрещённое вещество метандиенон. Результат Алексея Королёва на чемпионате России (3-е место, 74,21 м) в соответствии с правилами ИААФ был аннулирован.

### Женщины
| Дисциплина                         | Золото                                                                                                | Золото             | Серебро                                                                              | Серебро           | Бронза                                                                                    | Бронза             |
| ---------------------------------- | --- | ------------------ | ------------------------------------------------------------------------------------ | ----------------- | ----------------------------------------------------------------------------------------- | ------------------ |
| 100 м (ветер: 0,0 м/с)             | Евгения Полякова Москва                                                                               | 11,21              | Анна Гефлих Волгоградская область Удмуртия                                           | 11,38             | Светлана Набокина Пензенская область Тульская область                                     | 11,43              |
| 200 м (ветер: 0,0 м/с)             | Юлия Гущина Московская область Ростовская область                                                     | 22,71              | Елена Болсун Иркутская область                                                       | 22,80             | Ольга Зайцева Санкт-Петербург Калининградская область                                     | 22,82              |
| 400 м                              | Антонина Кривошапка Волгоградская область                                                             | 49,71              | Людмила Литвинова [b] Москва Липецкая область                                        | 50,27 [b]         | Наталья Назарова [b] Москва                                                               | 50,56 [b]          |
| 800 м                              | Мария Савинова Свердловская область Челябинская область                                               | 1.59,01            | Светлана Клюка Москва Хабаровский край                                               | 1.59,08           | Евгения Зинурова Свердловская область Челябинская область                                 | 2.00,16            |
| 800 м                              | Мария Савинова Свердловская область Челябинская область                                               | 1.59,01            | Светлана Клюка Москва Хабаровский край                                               | 1.59,08           | Татьяна Андрианова Москва Ярославская область                                             | 2.00,16            |
| 1500 м                             | Наталья Евдокимова [c] Краснодарский край Санкт-Петербург                                             | 3.59,66 [c]        | Оксана Зброжек [c] Москва Санкт-Петербург                                            | 4.00,86 [c]       | Евгения Золотова [c] Москва Приморский край                                               | 4.02,49 [c]        |
| 5000 м                             | Мария Коновалова Москва Иркутская область                                                             | 14.42,06           | Ксения Агафонова Московская область Ярославская область                              | 15.06,98          | Елизавета Гречишникова Мордовия                                                           | 15.16,88           |
| 10 000 м                           | Лилия Шобухова Башкортостан                                                                           | 30.29,36           | Мария Коновалова Москва Иркутская область                                            | 30.31,03          | Ксения Агафонова Московская область Ярославская область                                   | 31.08,53           |
| 3000 м с препятствиями             | Юлия Заруднева Московская область Волгоградская область                                               | 9.13,18            | Елена Сидорченкова Московская область                                                | 9.22,15           | Любовь Харламова Москва                                                                   | 9.33,20            |
| 100 м с барьерами (ветер: 0,0 м/с) | Юлия Кондакова Санкт-Петербург                                                                        | 12,90              | Татьяна Дектярёва Московская область Свердловская область                            | 12,96             | Александра Антонова Москва                                                                | 13,25              |
| 400 м с барьерами                  | Юлия Печёнкина Московская область Красноярский край                                                   | 54,86              | Анастасия Отт Свердловская область                                                   | 56,09             | Елена Чуракова Пермский край                                                              | 56,16              |
| Прыжок в высоту                    | Светлана Школина [d] Москва Смоленская область                                                        | 1,96 м [d]         | Ирина Гордеева [d] Санкт-Петербург                                                   | 1,94 м [d]        | Виктория Клюгина [d] Москва                                                               | 1,91 м [d]         |
| Прыжок с шестом                    | Юлия Голубчикова Москва                                                                               | 4,65 м             | Анастасия Шведова Санкт-Петербург                                                    | 4,60 м            | Татьяна Полнова Краснодарский край                                                        | 4,50 м             |
| Прыжок в длину                     | Елена Соколова Москва Белгородская область                                                            | 6,92 м (+0,2 м/с)  | Ирина Мелешина Москва Рязанская область                                              | 6,78 м (+0,6 м/с) | Ольга Кучеренко Пензенская область Волгоградская область                                  | 6,78 м (+0,2 м/с)  |
| Тройной прыжок                     | Надежда Алёхина Владимирская область                                                                  | 15,14 м (+1,9 м/с) | Анна Пятых Москва                                                                    | 14,67 м (0,0 м/с) | Екатерина Каюкова Хабаровский край                                                        | 14,64 м (+1,3 м/с) |
| Толкание ядра                      | Анна Авдеева Мордовия Самарская область                                                               | 20,07 м            | Ирина Худорошкина Московская область                                                 | 17,38 м           | Анна Омарова Московская область Ставропольский край                                       | 17,27 м            |
| Метание диска                      | Наталья Садова Нижегородская область Новосибирская область                                            | 65,40 м            | Светлана Сайкина Москва                                                              | 61,86 м           | Олеся Короткова Нижегородская область                                                     | 60,22 м            |
| Метание молота                     | Татьяна Лысенко Московская область Ростовская область                                                 | 76,41 м            | Оксана Кондратьева Москва Саха-Якутия                                                | 67,84 м           | Мария Беспалова Санкт-Петербург                                                           | 65,42 м            |
| Метание копья                      | Валерия Забрускова Татарстан                                                                          | 61,90 м            | Марина Максимова [e] Чувашия                                                         | 57,83 м [e]       | Мария Яковенко [e] Краснодарский край                                                     | 55,65 м [e]        |
| Эстафета 4×100 м                   | Волгоградская область · Екатерина Бутусова · Екатерина Григорьева · Анастасия Соловьёва · Анна Гефлих | 43,68              | Санкт-Петербург · Ольга Зайцева · Наталья Русакова · Марина Кислова · Людмила Зуенко | 44,26             | Тульская область · Ольга Корсунова · Олеся Зыкина · Елена Новикова · Светлана Набокина    | 44,36              |
| Эстафета 4×400 м                   | Свердловская область · Надежда Белоусова · Татьяна Вешкурова · Дарья Сафонова · Ксения Усталова       | 3.26,05            | Москва · Диана Потапова · Наталья Иванова · Татьяна Левина · Наталья Назарова        | 3.28,66           | Санкт-Петербург · Анна Верховская · Анна Орешкина · Светлана Гоголева · Надежда Алексеева | 3.37,93            |

b  21 июня 2017 года Всероссийская федерация лёгкой атлетики объявила о дисквалификации бегуньи Анастасии Капачинской. В её допинг-пробе, взятой на Олимпийских играх 2008 года, был обнаружен дегидрохлорметилтестостерон. Все результаты спортсменки с 17 августа 2008 года были аннулированы, в том числе второе место в беге на 400 метров на чемпионате России — 2009 с результатом 49,97.

c  30 июня 2014 года Международная ассоциация легкоатлетических федераций в своём ежемесячном информационном письме сообщила о санкциях по отношению к российской бегунье на 1500 метров Анне Альминовой. На основании отклонений показателей крови, зафиксированных в биологическом паспорте, спортсменка была дисквалифицирована на 30 месяцев (с 16 декабря 2011 года по 15 мая 2014 года). Кроме того, все её результаты, показанные после 16 февраля 2009 года, были аннулированы, в том числе 1-е место чемпионата России — 2009 на дистанции 1500 м с личным рекордом и вторым результатом сезона в мире 3.58,38.

d  8 февраля 2018 года Всероссийская федерация лёгкой атлетики сообщила о дисквалификации на 2 года прыгуньи в высоту Анны Чичеровой. В её допинг-пробе, взятой на Олимпийских играх 2008 года, был обнаружен туринабол. Все выступления спортсменки с 24 августа 2008 года по 23 августа 2010 года были аннулированы, в том числе первое место на чемпионате России — 2009 с результатом 2,00 м.

11 мая 2018 года Всероссийская федерация лёгкой атлетики сообщила о дисквалификации на 4 года другой прыгуньи в высоту, Елены Слесаренко. После перепроверки её допинг-проб с Олимпийских игр 2008 года и чемпионата мира 2011 года в них был также обнаружен туринабол. Все выступления спортсменки с 23 августа 2008 года по 22 августа 2012 года были аннулированы, в том числе второе место на чемпионате России — 2009 с результатом 1,96 м.

e  5 сентября 2018 года Всероссийская федерация лёгкой атлетики сообщила о дисквалификации на 4 года метательницы копья Марии Абакумовой. После перепроверки её допинг-проб с Олимпийских игр 2008 года и чемпионата мира 2011 года в них был обнаружен запрещённый туринабол. Спортсменка отказалась от апелляции; все её выступления с 21 августа 2008 года по 20 августа 2012 года были аннулированы, в том числе второе место на чемпионате России 2009 года с результатом 60,72 м.

## Зимний чемпионат России по длинным метаниям
Зимний чемпионат России по длинным метаниям 2009 прошёл 18—20 февраля в Адлере на легкоатлетическом стадионе спортивного комплекса «Юность». В программе соревнований были представлены метание диска, метание молота и метание копья. Высоким результатом отметился Алексей Загорный, записавший в свой актив попытку за 80 метров в метании молота. В метании диска у женщин среди взрослых победила Наталья Садова, а среди девушек до 18 лет — её дочь Виктория.

### Мужчины
| Дисциплина     | Золото                                       | Золото  | Серебро                                             | Серебро | Бронза                                           | Бронза  |
| -------------- | -------------------------------------------- | ------- | --------------------------------------------------- | ------- | ------------------------------------------------ | ------- |
| Метание диска  | Богдан Пищальников Мордовия Тверская область | 59,35 м | Сергей Грибков Москва Владимирская область          | 58,20 м | Вячеслав Ивашкин Москва Ставропольский край      | 57,29 м |
| Метание молота | Алексей Загорный Москва Ярославская область  | 80,10 м | Кирилл Иконников Московская область Санкт-Петербург | 75,40 м | Дмитрий Великопольский Москва Смоленская область | 74,70 м |
| Метание копья  | Алексей Товарнов Волгоградская область       | 81,21 м | Игорь Сухомлинов Санкт-Петербург Кабардино-Балкария | 77,02 м | Михаил Савин Татарстан                           | 71,46 м |

### Женщины
| Дисциплина     | Золото                                                     | Золото      | Серебро                                            | Серебро     | Бронза                                | Бронза      |
| -------------- | ---------------------------------------------------------- | ----------- | -------------------------------------------------- | ----------- | ------------------------------------- | ----------- |
| Метание диска  | Наталья Садова Нижегородская область Новосибирская область | 62,08 м     | Ольга Ольшевская Москва Брянская область           | 60,60 м     | Олеся Короткова Нижегородская область | 58,48 м     |
| Метание молота | Мария Беспалова Санкт-Петербург                            | 69,02 м     | Елена Прийма Московская область Ростовская область | 65,60 м     | Оксана Кондратьева Москва Саха-Якутия | 64,64 м     |
| Метание копья  | Валерия Забрускова [f] Татарстан                           | 58,94 м [f] | Мария Яковенко [f] Краснодарский край              | 58,52 м [f] | Оксана Громова [f] Московская область | 55,56 м [f] |

f  5 сентября 2018 года Всероссийская федерация лёгкой атлетики сообщила о дисквалификации на 4 года метательницы копья Марии Абакумовой. После перепроверки её допинг-проб с Олимпийских игр 2008 года и чемпионата мира 2011 года в них был обнаружен запрещённый туринабол. Спортсменка отказалась от апелляции; все её выступления с 21 августа 2008 года по 20 августа 2012 года были аннулированы, в том числе первое место на зимнем чемпионате России по метаниям 2009 года с результатом 65,21 м.

## Зимний чемпионат России по спортивной ходьбе
Зимний чемпионат России по спортивной ходьбе 2009 прошёл 28 февраля—1 марта в Адлере на базе спортивного комплекса «Юность». Мужчины соревновались на дистанциях 20 км и 35 км, женщины — на 20 км. Чемпионат прошёл в холодную и дождливую погоду. На дистанции 20 км у женщин Олимпийская чемпионка 2008 года Ольга Каниськина превысила время официально зарегистрированного мирового рекорда, пройдя дистанцию за 1:24.56 (быстрее мирового достижения прошли и два других призёра соревнований, Вера Соколова и Анися Кирдяпкина). Однако на турнире отсутствовали судьи по стилю ходьбы международной категории, вследствие чего, по правилам ИААФ, рекорд не мог быть ратифицирован.

### Мужчины
| Дисциплина      | Золото                  | Золото  | Серебро                    | Серебро | Бронза                  | Бронза  |
| --------------- | ----------------------- | ------- | -------------------------- | ------- | ----------------------- | ------- |
| Ходьба на 20 км | Валерий Борчин Мордовия | 1:17.38 | Пётр Трофимов Чувашия      | 1:19.02 | Андрей Кривов Мордовия  | 1:19.55 |
| Ходьба на 35 км | Сергей Бакулин Мордовия | 2:24.25 | Денис Нижегородов Мордовия | 2:24.56 | Андрей Рузавин Мордовия | 2:25.19 |

### Женщины
| Дисциплина      | Золото                    | Золото  | Серебро                        | Серебро | Бронза                    | Бронза  |
| --------------- | ------------------------- | ------- | ------------------------------ | ------- | ------------------------- | ------- |
| Ходьба на 20 км | Ольга Каниськина Мордовия | 1:24.56 | Вера Соколова Мордовия Чувашия | 1:25.26 | Анися Кирдяпкина Мордовия | 1:25.26 |

## Чемпионат России по горному бегу (вверх)
X чемпионат России по горному бегу (вверх) состоялся 28 марта 2009 года в Железноводске, Ставропольский край. Участники выявляли сильнейших на трассе, проложенной на склоне горы Бештау. На старт вышли 84 участника (55 мужчин и 29 женщин) из 28 регионов России.

### Мужчины
| Дисциплина                           | Золото                       | Золото | Серебро                  | Серебро | Бронза                   | Бронза |
| ------------------------------------ | ---------------------------- | ------ | ------------------------ | ------- | ------------------------ | ------ |
| 8,3 км перепад высот: +1061 м −105 м | Андрей Сафронов Башкортостан | 48.40  | Андрей Трофимов Удмуртия | 50.44   | Павел Наговицын Удмуртия | 50.56  |

### Женщины
| Дисциплина                       | Золото                        | Золото | Серебро                              | Серебро | Бронза                                       | Бронза |
| -------------------------------- | ----------------------------- | ------ | ------------------------------------ | ------- | -------------------------------------------- | ------ |
| 5 км перепад высот: +884 м −98 м | Жанна Вокуева Санкт-Петербург | 42.00  | Наталья Старкова Челябинская область | 42.41   | Юлия Мочалова Мордовия Нижегородская область | 42.59  |

## Чемпионат России по бегу на 100 км
Чемпионат России по бегу на 100 километров прошёл 19 апреля в подмосковном городе Пущино. На старт вышли 20 легкоатлетов из 11 регионов страны (16 мужчин и 4 женщины). 20-летний Всеволод Худяков установил новый рекорд трассы 6:47.59 и впервые в карьере стал чемпионом России.

### Мужчины
| Дисциплина | Золото                  | Золото  | Серебро                        | Серебро | Бронза                               | Бронза  |
| ---------- | ----------------------- | ------- | ------------------------------ | ------- | ------------------------------------ | ------- |
| 100 км     | Всеволод Худяков Москва | 6:47.59 | Игорь Тяжкороб Курская область | 7:02.45 | Алексей Измайлов Ярославская область | 7:10.20 |

### Женщины
| Дисциплина | Золото                               | Золото  | Серебро                         | Серебро | Бронза           | Бронза |
| ---------- | ------------------------------------ | ------- | ------------------------------- | ------- | ---------------- | ------ |
| 100 км     | Оксана Акименкова Московская область | 8:16.24 | Елена Симутина Брянская область | 9:21.13 | не вручалась [g] |        |

g  В женском забеге финишировали только 2 спортсменки.

## Чемпионат России по кроссу (весна)
Весенний чемпионат России по кроссу состоялся 25 апреля 2009 года в городе Жуковский, Московская область. Было разыграно 4 комплекта наград. Мужчины соревновались на дистанциях 4 км и 8 км, женщины — 2 км и 6 км. В беге на 8 км у мужчин братья-близнецы Евгений и Анатолий Рыбаковы финишировали вместе, однако судьи посчитали, что Евгений финишировал раньше и отдали ему первенство. Соревнования прошли в солнечную и тёплую погоду.

### Мужчины
| Дисциплина | Золото                                | Золото | Серебро                                  | Серебро | Бронза                   | Бронза |
| ---------- | ------------------------------------- | ------ | ---------------------------------------- | ------- | ------------------------ | ------ |
| Кросс 4 км | Александр Кривчонков Брянская область | 11.17  | Павел Наумов Москва Белгородская область | 11.20   | Николай Чавкин Москва    | 11.23  |
| Кросс 8 км | Евгений Рыбаков Кемеровская область   | 23.36  | Анатолий Рыбаков Кемеровская область     | 23.36   | Сергей Емельянов Чувашия | 23.48  |

### Женщины
| Дисциплина | Золото                                      | Золото | Серебро                             | Серебро | Бронза                                         | Бронза |
| ---------- | ------------------------------------------- | ------ | ----------------------------------- | ------- | ---------------------------------------------- | ------ |
| Кросс 2 км | Галина Максимова Московская область Чувашия | 6.12   | Екатерина Шкодрина Москва           | 6.21    | Ольга Соломина Пермский край                   | 6.22   |
| Кросс 6 км | Елизавета Гречишникова Мордовия             | 20.06  | Наталья Новичкова Самарская область | 20.18   | Алина Прокопьева Нижегородская область Чувашия | 20.22  |

## Чемпионат России по марафону
Чемпионат России по марафону 2009 состоялся 2 мая в Саранске. Соревнования прошли при прохладной погоде (+12 градусов). Чемпионом России у мужчин стал Сергей Рыбин, в одиночку проведший бег и выигравший на финише у серебряного призёра более 4 минут.

### Мужчины
| Дисциплина | Золото                | Золото  | Серебро                               | Серебро | Бронза                    | Бронза  |
| ---------- | --------------------- | ------- | ------------------------------------- | ------- | ------------------------- | ------- |
| Марафон    | Сергей Рыбин Мордовия | 2:11.48 | Алексей Соколов (мл.) Санкт-Петербург | 2:16.03 | Айрат Кашаев Башкортостан | 2:19.17 |

### Женщины
| Дисциплина | Золото                                                 | Золото  | Серебро                         | Серебро | Бронза                              | Бронза  |
| ---------- | ------------------------------------------------------ | ------- | ------------------------------- | ------- | ----------------------------------- | ------- |
| Марафон    | Маргарита Плаксина Санкт-Петербург Вологодская область | 2:35.36 | Евгения Данилова Омская область | 2:36.17 | Елена Рухляда Новосибирская область | 2:36.40 |

## Чемпионат России по горному бегу (вверх-вниз)
XI чемпионат России по горному бегу (вверх-вниз) состоялся 16 мая 2009 года в посёлке Токсово, Ленинградская область. Соревнования прошли на базе местного Военного института физической культуры. На старт вышли 60 участников (45 мужчин и 15 женщин) из 18 регионов страны.

### Мужчины
| Дисциплина                           | Золото                             | Золото | Серебро                               | Серебро | Бронза             | Бронза  |
| ------------------------------------ | ---------------------------------- | ------ | ------------------------------------- | ------- | ------------------ | ------- |
| 12 км перепад высот: +1400 м −1400 м | Эдуард Архипов Костромская область | 59.37  | Евгений Абрамов Нижегородская область | 59.58   | Дмитрий Куц Москва | 1:00.07 |

### Женщины
| Дисциплина                          | Золото                        | Золото | Серебро                   | Серебро | Бронза                          | Бронза |
| ----------------------------------- | ----------------------------- | ------ | ------------------------- | ------- | ------------------------------- | ------ |
| 6,9 км перепад высот: +800 м −800 м | Жанна Вокуева Санкт-Петербург | 36.41  | Елена Наговицына Удмуртия | 38.21   | Юлия Хазова Ярославская область | 39.34  |

## Чемпионат России по суточному бегу
Чемпионат России по суточному бегу прошёл 23—24 мая на стадионе «Янтарь» в Москве в рамках XVIII сверхмарафона «Сутки бегом». На старт вышли 33 легкоатлета из 19 регионов страны (27 мужчин и 6 женщин). На протяжении всех суток стояла холодная погода, периодически шёл дождь. Ирина Реутович в рекордный четвёртый раз стала чемпионкой России в суточном беге. С момента её предыдущей победы прошло 9 лет.

### Мужчины
| Дисциплина   | Золото                        | Золото    | Серебро               | Серебро   | Бронза                            | Бронза    |
| ------------ | ----------------------------- | --------- | --------------------- | --------- | --------------------------------- | --------- |
| Суточный бег | Денис Жалыбин Курская область | 240 443 м | Василий Дюкин Чувашия | 223 228 м | Геннадий Кайсин Кировская область | 220 210 м |

### Женщины
| Дисциплина   | Золото                                 | Золото    | Серебро                         | Серебро   | Бронза                         | Бронза    |
| ------------ | -------------------------------------- | --------- | ------------------------------- | --------- | ------------------------------ | --------- |
| Суточный бег | Ирина Реутович Калининградская область | 211 511 м | Ирина Коваль Московская область | 203 081 м | Раиса Бердникова Пермский край | 181 077 м |

## Чемпионат России по многоборьям
Чемпионат России в мужском десятиборье и женском семиборье был проведён 28—31 мая 2009 года на Центральном стадионе города Сочи. Ряд лидеров сборной России пропустили соревнования в связи с участием в международном турнире в австрийском Гётцисе, проходившем параллельно.

### Мужчины
| Дисциплина  | Золото                               | Золото     | Серебро                                   | Серебро    | Бронза                             | Бронза     |
| ----------- | ------------------------------------ | ---------- | ----------------------------------------- | ---------- | ---------------------------------- | ---------- |
| Десятиборье | Алексей Сысоев Волгоградская область | 8030 очков | Александр Зябрев Москва Иркутская область | 7770 очков | Филипп Бритнер Челябинская область | 7719 очков |

### Женщины
| Дисциплина | Золото                                | Золото    | Серебро                                                 | Серебро    | Бронза                         | Бронза     |
| ---------- | ------------------------------------- | --------- | ------------------------------------------------------- | ---------- | ------------------------------ | ---------- |
| Семиборье  | Светлана Ладохина Кемеровская область | 6003 очка | Надежда Сергеева Кемеровская область Московская область | 5970 очков | Анна Пахмутова Санкт-Петербург | 5787 очков |

## Чемпионат России по спортивной ходьбе
Чемпионат России по спортивной ходьбе 2009 года прошёл 13—14 июня в Чебоксарах. Дистанция была проложена по набережной залива реки Волги. Были разыграны 3 комплекта медалей на олимпийских дистанциях 20 км у мужчин и женщин и 50 км у мужчин. На соревнованиях прошёл финальный этап отбора спортсменов в сборные России на различные международные турниры — чемпионат мира, Универсиаду и чемпионат Европы среди молодёжи. В дни проведения чемпионата установилась жаркая и сухая погода. Температура воздуха поднималась выше значения в +30 градусов.

### Мужчины
| Дисциплина      | Золото                    | Золото  | Серебро                 | Серебро | Бронза                                      | Бронза  |
| --------------- | ------------------------- | ------- | ----------------------- | ------- | ------------------------------------------- | ------- |
| Ходьба на 20 км | Андрей Кривов Мордовия    | 1:23.24 | Андрей Рузавин Мордовия | 1:23.58 | Алексей Барцайкин Мордовия                  | 1:26.30 |
| Ходьба на 50 км | Сергей Кирдяпкин Мордовия | 3:49.04 | Сергей Бакулин Мордовия | 3:54.37 | Сергей Мелентьев Москва Кемеровская область | 4:04.46 |

### Женщины
| Дисциплина      | Золото                         | Золото  | Серебро                   | Серебро | Бронза                  | Бронза  |
| --------------- | ------------------------------ | ------- | ------------------------- | ------- | ----------------------- | ------- |
| Ходьба на 20 км | Вера Соколова Мордовия Чувашия | 1:27.33 | Татьяна Шемякина Мордовия | 1:29.23 | Ольга Михайлова Чувашия | 1:31.56 |

## Чемпионат России по полумарафону
Чемпионат России по полумарафону 2009 состоялся 5 сентября в городе Чебоксары в рамках I Чебоксарского международного полумарафона. В розыгрыше призового фонда пробега, составлявшего 1 млн рублей, принимали также участие иностранные легкоатлеты из Кении, Франции, Украины, Эфиопии и Белоруссии. Дистанция была проложена по набережной залива реки Волги. Чемпионом России среди мужчин стал Сергей Лукин, ставший в забеге вторым после кенийца Филемона Кисанга. У женщин в общем (международном) зачёте второй стала ещё одна представительница Кении Лена Черуйот. Забеги проходили при достаточно жаркой погоде (+28 градусов).

### Мужчины
| Дисциплина  | Золото                       | Золото  | Серебро                  | Серебро | Бронза                            | Бронза  |
| ----------- | ---------------------------- | ------- | ------------------------ | ------- | --------------------------------- | ------- |
| Полумарафон | Сергей Лукин Санкт-Петербург | 1:06.13 | Сергей Емельянов Чувашия | 1:06.16 | Алексей Палагушин Курская область | 1:06.19 |

### Женщины
| Дисциплина  | Золото                    | Золото  | Серебро                     | Серебро | Бронза                       | Бронза  |
| ----------- | ------------------------- | ------- | --------------------------- | ------- | ---------------------------- | ------- |
| Полумарафон | Сильвия Скворцова Чувашия | 1:10.31 | Галина Александрова Чувашия | 1:11.32 | Алла Жиляева Курская область | 1:11.40 |

## Чемпионат России по эстафетному бегу
Медали чемпионата России в неолимпийских дисциплинах эстафетного бега (шведские эстафеты 400+300+200+100 м и 800+400+200+100 м, 4×800 м, 4×1500 м, 4×110(100) м с барьерами) были разыграны на Центральном стадионе города Сочи 11—13 сентября 2009 года. На соревнованиях был обновлён один рекорд России. В мужской шведской эстафете 400+300+200+100 метров его автором стала сборная Новосибирской области, показавшая результат 1.52,34. Пришедшие вторыми представители Самарской области проиграли чемпионам всего 0,08 с и также превзошли прежнее всероссийское достижение.

### Мужчины
| Дисциплина                   | Золото                                                                                                 | Золото   | Серебро                                                                                  | Серебро  | Бронза                                                                                        | Бронза   |
| ---------------------------- | --- | -------- | ---------------------------------------------------------------------------------------- | -------- | --------------------------------------------------------------------------------------------- | -------- |
| Эстафета 400+300+200+100 м   | Новосибирская область · Максим Александренко · Вячеслав Сакаев · Малхаз Алахвердов · Алексей Погорелов | 1.52,34  | Самарская область · Иван Кузьмин · Валентин Кругляков · Максим Тягусов · Михаил Егорычев | 1.52,42  | Краснодарский край · Сергей Жилко · Владимир Гузий · Игорь Шевцов · Сергей Водолага           | 1.53,20  |
| Эстафета 800+400+200+100 м   | Вологодская область · Антон Иванов · Максим Бабарыкин · Константин Петряшов · Юрий Евдокимов           | 3.08,13  | Краснодарский край · Дмитрий Шубин · Влас Бредихин · Игорь Шевцов · Антон Абрамкин       | 3.10,09  | Московская область · Кирилл Симаков · Евгений Шармин · Николай Шевчук · Никита Щебелёнков     | 3.11,58  |
| Эстафета 4×800 м             | Краснодарский край · Кирилл Перевалин · Денис Даниленко · Дмитрий Шубин · Влас Бредихин                | 7.26,83  | Курская область · Дмитрий Букреев · Александр Дубровин · Роман Малеев · Руслан Малеев    | 7.27,64  | Санкт-Петербург · Тимофей Петров · Алексей Волков · Валентин Смирнов · Павел Хворостухин      | 7.28,43  |
| Эстафета 4×1500 м            | Башкортостан · Андрей Хомутов · Олег Марусин · Андрей Сафронов · Егор Николаев                         | 15.32,42 | Санкт-Петербург · Тимофей Петров · Павел Оглоблев · Павел Хворостухин · Валентин Смирнов | 15.46,15 | Самарская область · Марсель Шарипов · Евгений Сальников · Денис Смирнов · Александр Смолянкин | 16.47,35 |
| Эстафета 4×110 м с барьерами | Москва · Филипп Шабанов · Константин Шабанов · Сергей Молчанов · Дмитрий Прокофьев                     | 58,52    | Санкт-Петербург · Станислав Ларьков · Андрей Боев · Владимир Белов · Иван Бызин          | 1.02,65  | Краснодарский край · Павел Костюк · Денис Фролов · Игорь Кубыщенко · Владимир Клочков         | 1.02,77  |

### Женщины
| Дисциплина                   | Золото | Золото      | Серебро                                                                                                 | Серебро     | Бронзаf                                                                                         | Бронзаf     |
| ---------------------------- | --- | ----------- | --- | ----------- | ----------------------------------------------------------------------------------------------- | ----------- |
| Эстафета 400+300+200+100 м   | Новосибирская область · Оксана Лунёва · Анастасия Фролова · Марина Карнаущенко · Юлия Имгрунт                  | 2.06,76     | Волгоградская область · Лилия Зубкова · Анна Гефлих · Екатерина Бутусова · Ольга Товарнова              | 2.10,62     | Московская область · Екатерина Яныбаева · Анастасия Юдаева · Юлия Зыкова · Мария Бондарева      | 2.11,31     |
| Эстафета 800+400+200+100 м   | Нижегородская область [h] · Наталья Пантелеева · Анна Соловьёва · Екатерина Кондратьева · Александра Сметанина | 3.36,89 [h] | Вологодская область [h] · Любовь Пуляева · Юлия Павленко · Елена Козлова · Виолетта Овчинникова         | 3.37,05 [h] | Ульяновская область [h] Мария Сывороткина Надежда Дунаева Екатерина Вуколова Галина Соболева    | 3.37,90 [h] |
| Эстафета 4×800 м             | Нижегородская область · Наталья Пантелеева · Мария Шапаева · Мария Дряхлова · Екатерина Завьялова              | 8.27,35     | Московская область [i] · Александра Уварова · Екатерина Яныбаева · Светлана Киреева · Анастасия Фесенко | 8.39,64 [i] | Новосибирская область [i] · Надежда Видеркер · Юлия Куликова · Лариса Казанцева · Ирина Жирнова | 8.41,70 [i] |
| Эстафета 4×1500 м            | Москва · Елена Аржакова · Анна Лучкина · Елена Коробкина · Наталья Попкова                                     | 17.45,87    | Башкортостан · Гузель Габидуллина · Гульшат Фазлитдинова · Альфия Хасанова · Регина Кашаева             | 17.47,63    | Ставропольский край · Алёна Сисева · Евгения Заводнова · Дарья Мулюкова · Галина Панфилова      | 20.14,61    |
| Эстафета 4×100 м с барьерами | Татарстан · Татьяна Бородина · Ольга Зайнутдинова · Юлия Гостева · Людмила Артамонова                          | 57,41       | Санкт-Петербург · Анастасия Зенина · Ирина Решёткина · Ирина Новикова · Ольга Самылова                  | 58,35       | Воронежская область · Юлия Юрьева · Ирина Машошина · Яна Ермакова · Юлия Черенкова              | 59,60       |

h  3 июля 2012 года на основании абнормальных показателей гематологического профиля биологического паспорта была дисквалифицирована на 2 года бегунья на 800 метров Светлана Клюка. Её результаты, показанные на соревнованиях с 15 августа 2009 года, были аннулированы, в том числе и 1-е место сборной Москвы (Светлана Клюка, Оксана Сухачёва, Наталья Иванова, Ольга Халандырёва) на чемпионате России по эстафетному бегу — 2009 в шведской эстафете 800+400+200+100 м с рекордом России 3.32,60.

i  7 августа 2017 года Спортивный арбитражный суд в Лозанне дисквалифицировал на 4 года российскую бегунью на средние дистанции Наталью Евдокимову. На основании данных биологического паспорта был сделан вывод о применении спортсменкой допинга. Все её результаты с 17 августа 2009 года по 29 мая 2012 года были аннулированы, в том числе второе место сборной Санкт-Петербурга (Анна Верховская, Оксана Колесник, Дарья Ячменёва, Наталья Евдокимова) на чемпионате России по эстафетному бегу — 2009 в эстафете 4×800 метров с результатом 8.30,86.

## Чемпионат России по кроссу (осень)
Осенний чемпионат России по кроссу прошёл в Оренбурге 3—4 октября 2009 года. Мужчины определили сильнейшего на дистанции 10 км, женщины — 6 км. Соревнования, прошедшие в холодную и дождливую погоду, являлись отборочными к чемпионату Европы по кроссу, прошедшему в ирландском Дублине.

### Мужчины
| Дисциплина  | Золото                                     | Золото | Серебро                      | Серебро | Бронза                       | Бронза |
| ----------- | ------------------------------------------ | ------ | ---------------------------- | ------- | ---------------------------- | ------ |
| Кросс 10 км | Алексей Реунков Москва Челябинская область | 29.55  | Юрий Чечун Самарская область | 30.05   | Андрей Сафронов Башкортостан | 30.12  |

### Женщины
| Дисциплина | Золото                                 | Золото | Серебро                                     | Серебро | Бронза                                  | Бронза |
| ---------- | -------------------------------------- | ------ | ------------------------------------------- | ------- | --------------------------------------- | ------ |
| Кросс 6 км | Алёна Самохвалова Оренбургская область | 19.48  | Оксана Белякова Москва Оренбургская область | 19.54   | Надежда Трилинская Оренбургская область | 20.09  |

## Чемпионат России по горному бегу (длинная дистанция)
Чемпионат России по длинному горному бегу состоялся 25 октября 2009 года в Красной Поляне, Краснодарский край. На старт вышли 43 участника (28 мужчин и 15 женщин) из 21 региона России.

### Мужчины
| Дисциплина                             | Золото                                 | Золото  | Серебро                         | Серебро | Бронза                   | Бронза  |
| -------------------------------------- | -------------------------------------- | ------- | ------------------------------- | ------- | ------------------------ | ------- |
| 28,6 км перепад высот: +1256 м −1256 м | Сергей Норинский Нижегородская область | 2:01.58 | Евгений Сычёв Самарская область | 2:03.45 | Павел Наговицын Удмуртия | 2:05.20 |

### Женщины
| Дисциплина                             | Золото                    | Золото  | Серебро                        | Серебро | Бронза                               | Бронза  |
| -------------------------------------- | ------------------------- | ------- | ------------------------------ | ------- | ------------------------------------ | ------- |
| 28,6 км перепад высот: +1256 м −1256 м | Елена Наговицына Удмуртия | 2:19.51 | Марина Ковалёва Омская область | 2:22.43 | Мария Киселёва Новосибирская область | 2:30.38 |

## Состав сборной России для участия в чемпионате мира
По итогам чемпионата и с учётом выполнения необходимых нормативов, в состав сборной для участия в чемпионате мира по лёгкой атлетике в Берлине вошли 105 атлетов. За две недели до старта мирового первенства на Кубке России по лёгкой атлетике специалистка в беге на 400 метров Наталья Антюх впервые в своей взрослой карьере пробежала дистанцию 400 метров с барьерами и сделала это с одним из лучших результатов сезона в мире — 54,19. Тем самым Наталья забронировала себе место в сборной на чемпионате мира в этой дисциплине. Окончательный состав команды:
Мужчины
200 м: Роман Смирнов.

400 м: Максим Дылдин.

Эстафета 4х400 м: Максим Дылдин, Константин Свечкарь, Валентин Кругляков, Антон Кокорин, Александр Деревягин.

800 м: Юрий Борзаковский.

10 000 м: Анатолий Рыбаков.

Марафон: Сергей Рыбин, Юрий Абрамов, Олег Кульков, Михаил Лемаев.

3000 м с препятствиями: Ильдар Миншин.

110 м с барьерами: Евгений Борисов.

400 м с барьерами: Александр Деревягин.

Прыжок в высоту: Иван Ухов, Ярослав Рыбаков, Андрей Терёшин.

Прыжок с шестом: Виктор Чистяков, Александр Грипич, Игорь Павлов.

Прыжок в длину: Александр Меньков — отобрался по итогам чемпионата Европы среди юниоров.

Тройной прыжок: Игорь Спасовходский, Евгений Плотнир.

Толкание ядра: Максим Сидоров, Павел Софьин, Валерий Кокоев — отобрался по итогам чемпионата Европы среди молодёжи.

Метание диска: Богдан Пищальников, Николай Седюк.

Метание молота: Алексей Загорный, Игорь Виниченко.

Метание копья: Сергей Макаров, Илья Коротков, Александр Иванов.

Десятиборье: Александр Погорелов — имел освобождение от отбора, Василий Харламов — отобрался по итогам международных стартов, Алексей Сысоев.

Ходьба 20 км: Валерий Борчин, Пётр Трофимов, Андрей Кривов.

Ходьба 50 км: Денис Нижегородов, Сергей Кирдяпкин, Юрий Андронов, .
Женщины
100 м: Евгения Полякова, Анна Гефлих.

200 м: Юлия Гущина, Елена Болсун, Ольга Зайцева.

Эстафета 4х100 м: Евгения Полякова, Юлия Гущина, Анна Гефлих, Наталья Русакова, Юлия Чермошанская, Александра Федорива.

400 м: Антонина Кривошапка, Анастасия Капачинская, Людмила Литвинова.

Эстафета 4х400 м: Антонина Кривошапка, Анастасия Капачинская, Людмила Литвинова, Наталья Назарова, Татьяна Фирова, Наталья Антюх.

800 м: Мария Савинова, Светлана Клюка, Елена Кофанова — отобралась по итогам чемпионата Европы среди молодёжи.

1500 м: Анна Альминова, Наталья Евдокимова, Оксана Зброжек.

5000 м: Елизавета Гречишникова, Наталья Попкова — отобралась по итогам чемпионата Европы среди молодёжи.

10 000 м: Лилия Шобухова, Мария Коновалова, Ксения Агафонова.

Марафон: Светлана Захарова, Алевтина Биктемирова, Наиля Юламанова, Любовь Моргунова, Ольга Глок.

3000 м с препятствиями: Екатерина Волкова — имела специальное приглашение ИААФ как действующая чемпионка мира, Гульнара Галкина-Самитова — имела освобождение от отбора, Юлия Заруднева, Елена Сидорченкова.

100 м с барьерами: Юлия Кондакова, Татьяна Дектярёва, Екатерина Штепа — отобралась по итогам чемпионата Европы среди молодёжи.

400 м с барьерами: Наталья Антюх, Елена Чуракова, Наталья Иванова.

Прыжок в высоту: Анна Чичерова, Елена Слесаренко, Светлана Школина.

Прыжок с шестом: Елена Исинбаева — имела специальное приглашение ИААФ как действующая чемпионка мира, Юлия Голубчикова, Татьяна Полнова, Александра Киряшова.

Прыжок в длину: Татьяна Лебедева — имела специальное приглашение ИААФ как действующая чемпионка мира, Елена Соколова, Ирина Мелешина, Ольга Кучеренко.

Тройной прыжок: Татьяна Лебедева — имела освобождение от отбора, Надежда Алёхина, Анна Пятых.

Толкание ядра: Анна Авдеева.

Метание диска: Наталья Садова, Светлана Сайкина.

Метание молота: Татьяна Лысенко.

Метание копья: Валерия Забрускова, Мария Абакумова.

Семиборье: Татьяна Чернова — имела освобождение от отбора.

Ходьба 20 км: Ольга Каниськина — имела специальное приглашение ИААФ как действующая чемпионка мира, Анися Кирдяпкина, Лариса Емельянова, Вера Соколова.